# Dan Ziskie
Dan Ziskie (Detroit 13 augustus 1944 - New York, 21 juli 2025) was een Amerikaans acteur.
Hij overleed op 80-jarige leeftijd.

## Filmografie

### Films
Uitgezonderd korte films.
- 2016 Mercy - als George
- 2015 Concussion - als Paul Tagliabue
- 2015 Prism - als Leroy
- 2010 Step Up 3D – als decaan van NYU
- 2009 The Rebound – als Ken Gordon
- 2009 New York, I Love You – als gast op feest
- 2008 Synecdoche, New York – als dokter
- 2006 Eight Below – als commandant marine
- 2006 Last Holiday – als dr. Thompson
- 2005 War of the Worlds – als informatiegever
- 2004 Kinsey – als verslaggever in New York
- 2004 Satan's Little Helper – als Vernon
- 2003 Undermind – als Sean Waye
- 2002 Bad Company – als officier Dempsey
- 2000 Thirteen Days – als generaal Walter Sweeney
- 2000 Prince of Central Park – als gemeenteplanner
- 2000 Isn't She Great – als dokter van Guy
- 1997 The Jackal – als CIA vertegenwoordiger
- 1992 Zebrahead – als mr. Cimino
- 1991 Kojak: Fatal Flaw – als Allardice
- 1991 Absolute Strangers – als tv-gast
- 1990 Vital Signs – als dr. Kelly
- 1990 Dangerous Passion – als Adelman
- 1989 Troop Beverly Hills – als Arthur Barnfell
- 1987 Adventures in Babysitting – als mr. Anderson
- 1986 Very Close Quarters– als Thin Man
- 1986 Twisted – als Phillip Collins
- 1985 Key Exchange – als mr. Anderson
- 1985 The Man with One Red Shoe – als jonge Amerikaan
- 1985 O.C. and Stiggs – als Rusty Calloway

### Televisieseries
Uitgezonderd eenmalige gastrollen.
- 2018 Shades of Blue - als voorzitter van het bestuur - 2 afl.
- 2013 - 2017 House of Cards - als vice-president Jim Matthews - 6 afl.
- 2015 Show Me a Hero - als Harry Oxman - 3 afl.
- 2011 – 2013 Treme – als C.J. Ligouri – 18 afl.
- 2013 Zero Hour - als mr. Galliston - 5 afl.
- 2007 – 2010 Gossip Girl – als mr. Stahl – 2 afl.
- 2002 – 2007 Law & Order: Criminal Intent – als John Lucas – 2 afl.
- 2004 Line of Fire – als dr. Albert Levy – 2 afl.
- 2002 – 2003 Ed – als rechter Kuhn – 4 afl.
- 1992 – 1993 Ghostwriter – als kolonel Baker – 5 afl.
- 1984 Paper Dolls – als Scottie – 2 afl.

- Gemeinsame Normdatei: 1140947532
- Virtual International Authority File: 3213150749003116420006
- WorldCat: E39PBJbtptVhBvt7vwtMGctdwC